# Богоники
Богоники (пол. Bohoniki) — село в Польщі, у гміні Сокулка Сокульського повіту Підляського воєводства.
Населення — 97 осіб (2011).
У 1975-1998 роках село належало до Білостоцького воєводства.

## Історія
Землі села надані 1679 року польським королем Яном ІІІ Собеським для поселення литовських татар, що воювали на стороні польської корони.

## Демографія
Демографічна структура станом на 31 березня 2011 року:
|          | Загалом | Допрацездатний вік | Працездатний вік | Постпрацездатний вік |
| -------- | ------- | ------------------ | ---------------- | -------------------- |
| Чоловіки | 44      | 10                 | 26               | 8                    |
| Жінки    | 53      | 16                 | 23               | 14                   |
| Разом    | 97      | 26                 | 49               | 22                   |

## Галерея

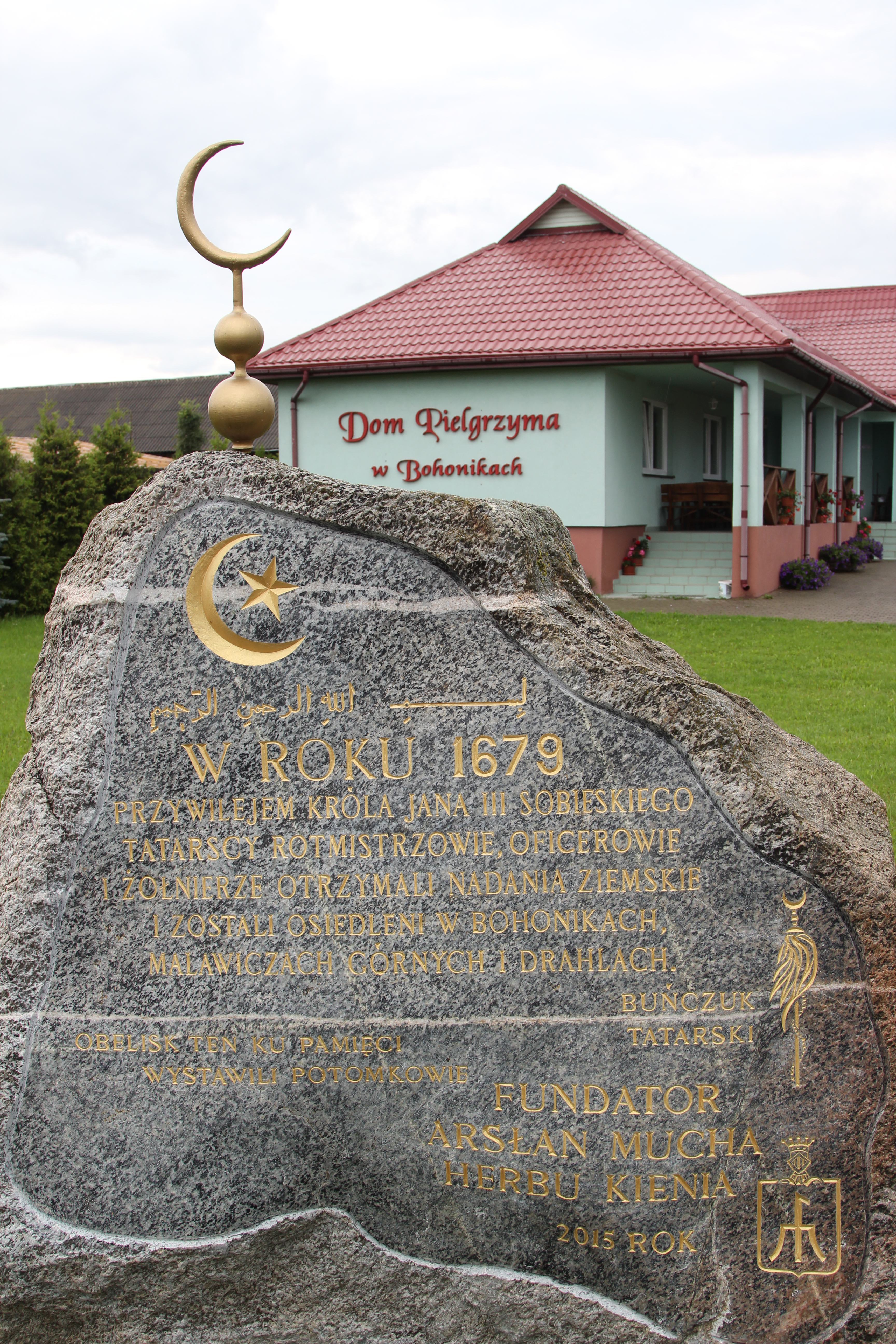
Монумент
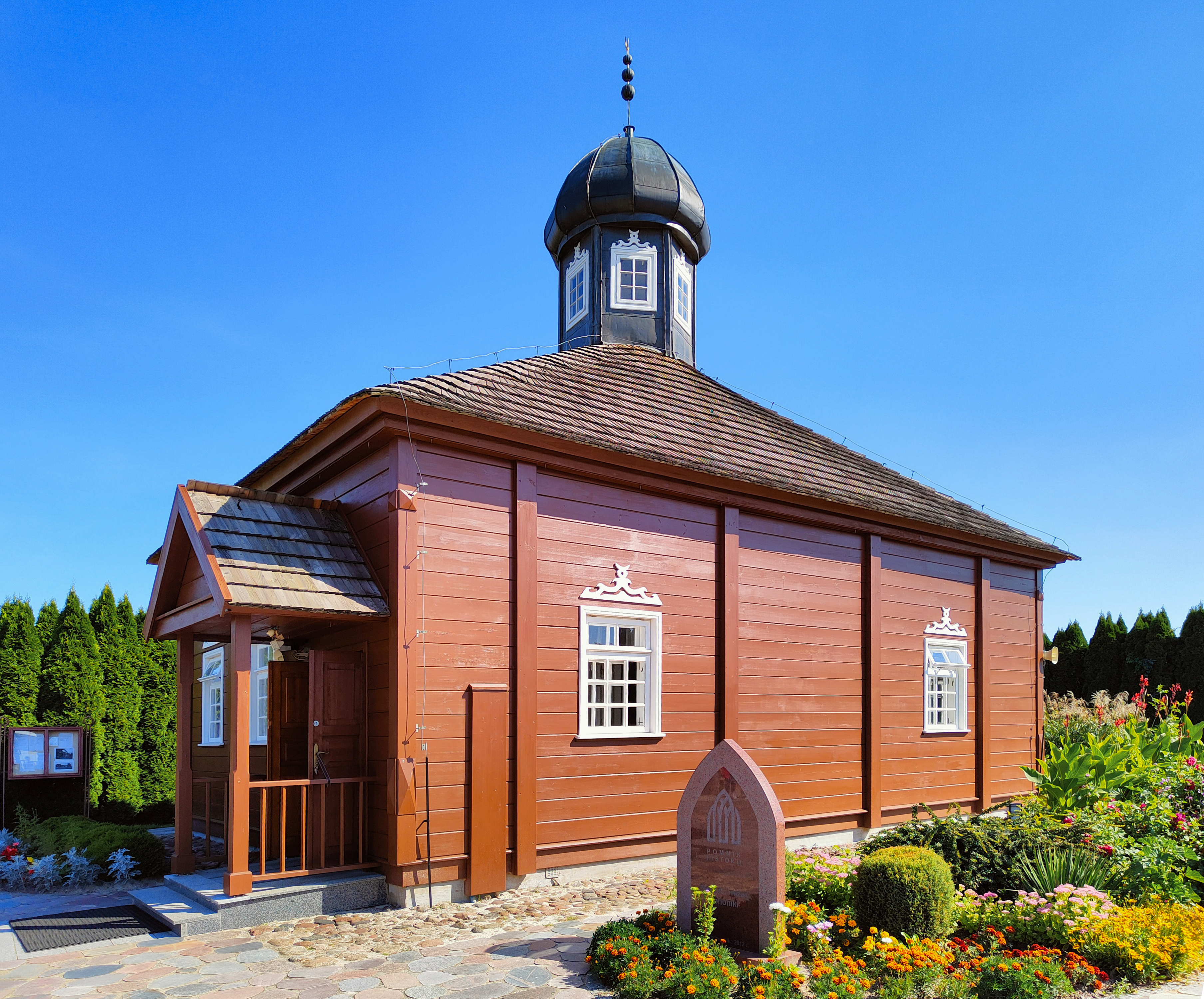
Мечеть села Богоники
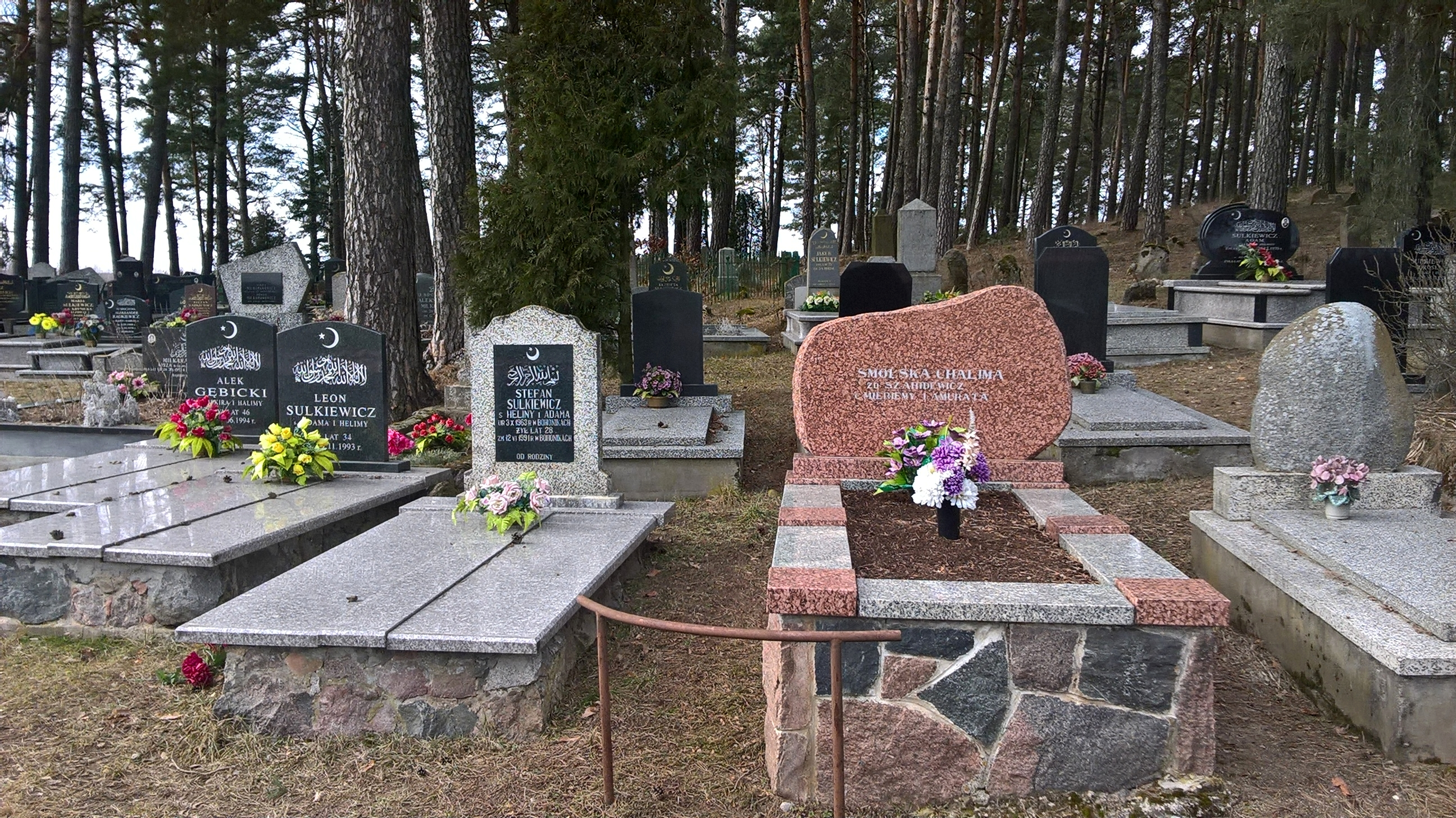
Мусульманське кладовище